# 川島地区
川島地区（かわしまちく）は、三重県四日市市の地区の一つ。1954年に四日市市に編入された三重郡川島村の村域にあたり、四日市市役所川島地区市民センターの管轄区域である。

## 概要
三滝川周辺の三滝地域の一部で、古くは茶の栽培などが行われ、たけのこの産地としても有名であった。
鹿化川では、毎年5月後半から6月中旬までの間、蛍が見られる。地域住民の協力により綺麗な河川へと改善されたことが影響される。

## 地理

### 面積
- 面積は7.89 km2

### 地形

#### 河川
主な川
- 鹿化川

## 歴史

### 沿革
- 三重郡川島村が1889年（明治22年）に成立
- 1954年（昭和29年）の昭和の大合併で四日市市に編入される。
- 1965年（昭和40年）頃から近鉄湯の山線沿線の開発によって「三滝台」・「かわしま園」などの住宅団地が開発された。